# Anisopodus longipes
Anisopodus longipes là một loài bọ cánh cứng trong họ Cerambycidae.